# 僱員再培訓徵款
僱員再培訓徵款（俗稱外傭稅），是香港政府徵收的一種特別稅項。納稅人是香港外傭或補充勞工計劃的僱主，徵款爲每月港幣400元，簽合約時必須預付。在未取消向外傭僱主徵收前，稅項涉及香港外傭20多萬的僱主。
外傭稅是香港立法會議員及候選人經常表示關注的政治議題，因為可以爭取香港中產階級的選票。
根據僱員再培訓局的說法，外傭稅可以引導外判家務服務需求者，多考慮本地家務助理服務。
香港政府於2008年一度暫停徵收本徵款，直至2013年。於2013年恢復徵收時，同時宣佈不再向外傭僱主徵收，只向補充勞工計劃僱主徵收。

## 參看
- 2008年香港外傭稅暫停事件